# Варлаам Миславский
Архимандри́т Варлаа́м (в миру Власий Миславский; ум. 30 июля 1791, Киев, Российская империя) — религиозный деятель, педагог, профессор богословия, ректор Харьковского коллегиума и Киево-Могилянской академии, архимандрит.

## Биография
Родился в семье священника.
После окончания полного курса обучения в Киево-Могилянской академии в 1775 году принял монашеский постриг и был приглашён учителем риторики в Харьковский коллегиум. По другим версиям, Миславский — родной брат Самуила (Миславского), митрополита Киевского и Галицкого, в 1763 году был священником кролевецкой церкви Св. Варвары. Существует также мнение, что по окончании Киево-Могилянской академии Миславский был протоиереем в Глухове и монашеский постриг принял в Харьковском Покровском монастыре.
В Харьковском коллегиуме занимал ряд учительских должностей. В 1775—1779 годах занимал должность ректора и получил сан архимандрита Харьковского Покровского монастыря (1777), в том же году — Михайловского Златоверхого монастыря в Киеве, а затем Ростовского Борисоглебского монастыря со званием члена Ростовской духовной консистории.
В 1784 году был назначен ректором Киево-Могилянской академии и профессором богословия, а также архимандритом Киевского Братского Богоявленского монастыря. После ликвидации последнего (1786) во второй раз получил настоятельство в Михайловском Златоверхом монастыре. Возглавлял монастырь и Киево-Могилянскую академию до смерти в 1791 году.
Похоронен Варлаам Миславский в Михайловском Златоверхом соборе.